# Битва при Нарве
Битва при На́рве — сражение начального этапа Великой Северной войны между шведской армией Карла XII и русской армией под командованием Карла-Евгения де Круа, состоявшееся 19 (29) ноября 1700 года у города Нарвы и окончившееся поражением русских войск.
Русская армия под руководством царя Петра I смогла взять Нарву только при повторной осаде в 1704 году.

## Датировка сражения
Во многих источниках датой сражения обозначают 30 ноября 1700 года от Р. Х. по григорианскому календарю. Это ошибочная датировка, пошедшая из-за неверного понимания года окончания века Петром I: русский монарх считал последним годом века 1699 год, и подписав 20 декабря указ о том, что 1 января начинается новая эра, он же написал, что это будет первый год XVIII века. Однако, как отмечает доктор исторических наук и специалист по Петровской эпохе П. А. Кротов, на самом деле 1700 год являлся последним годом столетия, в связи с чем при переводе дат из юлианского календаря следует прибавить к 19 ноября 1700 года 10 дней, как это следует для XVII века, а не 11, как следует для XVIII, из-за чего во многих источниках распространена ошибка со сдвигом даты битвы на сутки вперёд.

## Предыстория
Нарва входила в состав Русского государства в 1558—1581 и 1590—1593 годах.
В результате проигранной русско-шведской войны 1610—1617 годов по Столбовскому мирному договору 1617 года Россия уступила Швеции свою Ижорскую землю, полностью лишившись выхода к Балтийскому морю.

### Начало Северной войны
В 1699 году по инициативе польского короля Августа II Русское царство вступило в коалицию северных государств («Северный союз»), которая имела территориальные претензии к Шведской империи. Участники коалиции надеялись, что молодость шведского монарха Карла XII, вступившего на престол в пятнадцатилетнем возрасте, обеспечит союзникам относительно лёгкую победу. Россия рассчитывала в результате войны вернуть русские земли в Прибалтике и обеспечить себе выход к Балтийскому морю. Более подробно см. причины Северной Войны.
По договору с Августом II Русское царство в первую очередь претендовало на Шведскую Ингерманландию (Ингрию) — территорию примерно соответствующую нынешней Ленинградской области. Крупнейшей шведской крепостью в регионе была Нарва, расположенная на западной границе Ингерманландии с Эстляндией. Ингерманландия в целом и Нарва в частности стали основной целью русского наступления в начале Северной войны.
Согласно договору с Августом II Пётр I объявил войну Швеции сразу после получения известия о заключении Константинопольского мирного договора с Османской империей — 19 (30) августа 1700 года и выступил с походом в Ингерманландию.

### Русская армия к началу XVIII века
Командующие русской армии
Нападение на Швецию планировалось заблаговременно, но русская армия в конце XVII века имела недостаточную подготовку и требовала продолжения реформ, начатых Петром I. Русская армия имела большую численность (до 200 000 солдат), однако, как по мнению историков, так и по оценке самого Петра I, сделанной уже после битвы, русской армии в этот период недоставало дисциплины, обучения и материального обеспечения. Продолжая начатую ещё Иваном Грозным практику привлечения военных профессионалов из Западной Европы, Пётр I стремился использовать западный опыт ведения боевых действий и модернизировать русскую армию, однако к 1700 году лишь два полка, сформированных на базе потешных войск, — Семёновский и Преображенский, были полностью организованы по западному образцу, а ещё два — Лефортовский и Бутырский — частично организованы по западному образцу.
В материальном обеспечении русская армия зависела от поставок вооружения и оборудования из-за границы. В 1700 году Российское царство почти не производило мушкетов, выплавляло очень мало металла, имело слаборазвитую транспортную систему. Обучение русской армии проходило под руководством иностранных офицеров по новому воинскому уставу 1699 года, составленному Адамом Вейде по образцу шведского и австрийского воинских уставов. Несмотря на все недостатки, до сражения под Нарвой Пётр I полагал, что русская армия вполне готова к войне со шведами.
Пётр I планировал вывести к Нарве свыше 40 000 регулярных пехотинцев, разделённых на три «генеральства» (дивизии): под командованием генералов А. И. Репнина, А. А. Вейде и А. М. Головина, а также 10 000 дворян сотенной службы, включая пятитысячную конницу под командованием Б. П. Шереметева, и 10 000 казаков под командованием И. Обидовского — всего свыше 60 000 солдат. Кроме этого, в состав русской армии входил артиллерийский полк под командованием царевича А. А. Имеретинского.
Накануне Северной войны умерли сподвижники Петра генералы П. Гордон, Ф. Лефорт и генералиссимус А. С. Шеин. В итоге 19 августа 1700 года чин генерал-фельдмаршала и главное командование над формируемой армией получил выдающийся администратор, но не военачальник Ф. А. Головин. За снабжение армии отвечал генерал-провиантмейстер Семён Языков. В последний момент к штабу русской армии по рекомендации Августа II присоединилась группа генералов саксонской службы во главе с саксонским фельдмаршалом герцогом де Круа (в их числе находился генерал-лейтенант Л. Н. Алларт).

### Шведская армия к началу XVIII века
Командующие шведской армии
Шведская армия на рубеже XVIII века представляла собой хорошо организованную полупрофессиональную структуру, сформированную ещё в начале XVII века шведским королём Густавом II Адольфом. Принципы организации шведской армии сохранились с небольшими изменениями вплоть до царствования Карла XII. В шведской армии кавалерия формировалась на добровольной контрактной основе — поместье, направляющее в армию конного солдата, получало денежную компенсацию в виде налоговых льгот. В шведскую пехоту производился обязательный набор солдат — каждое территориальное образование должно было выставить определённое число солдат, а кроме этого, любой мужчина, не имеющий средств к существованию и не запятнавший себя нарушением закона, мог поступить на военную службу. Всем солдатам и их семьям предоставлялось государственное жильё и жалование. Несколько пехотных и кавалерийских полков состояли из наемников, преимущественно из немцев, но были и швейцарцы, и французы.
Шведская армия была хорошо дисциплинированной, чему способствовала лютеранская идеология, доминирующей в Шведской империи. Лютеранская церковь поддерживала военные действия и завоевания Швеции в XVII веке, провозглашая успехи шведских военных походов «волей Божьей».
Шведская пехота подразделялась на батальоны численностью в 600 солдат, а кавалерия на эскадроны численностью от 150 до 250 кавалеристов.
Верховным главнокомандующим армии традиционно был шведский монарх. Карл XII, вступивший на престол в 1697 году, несмотря на свой юный возраст, проявил себя решительным командующим, который по словам современников был «влюблён в войну». В штаб Карла XII во время битвы при Нарве входили генерал от кавалерии О. Веллинг, генерал-лейтенант К. Г. Реншильд, генерал-майор А. Горн и генерал-фельдцейхмейстер барон Ю. Шёблад.

## Подготовка к сражению

### Поход русской армии к Нарве
Сосредоточение русских войск у Нарвы происходило медленно. Вместе с пехотинцами к Нарве двигался обоз из 10 000 телег, который перевозил порох, свинец, пушечные ядра, бомбы, ручные гранаты и другие военные припасы. Дождливая погода затрудняла передвижение обоза по грунтовым дорогам. Снабжение армии было плохо организовано: и солдаты, и лошади плохо питались, к концу похода от бескормицы начался падёж лошадей. При походе обмундирование солдат растрепалось и расползлось по швам.
Передовой отряд из состава полка Новгородского разряда (упоминается как 4-е «генеральство»: 2 солдатских и 4 стрелецких полка, новгородские рейтары) во главе с князем И. Ю. Трубецким прибыл к Нарвскому замку через три недели после объявления войны — 9 (20) сентября. Ещё через 2 недели, 23 сентября (4 октября), прибыл отряд И. И. Бутурлина вместе с Петром I и гвардейскими полками. 1 (12) октября подошёл отряд А. А. Вейде с семью полками, 14 (25) октября — отряд А. М. Головина и конница Б. П. Шереметева. Таким образом, к началу боевых действий Петру I удалось сосредоточить у Нарвы, по разным оценкам, от 34 до 40 тысяч человек (21 солдатский полк, 7 стрелецких, 2 драгунских, Государев полк, полк смоленской шляхты и часть Новгородского рейтарского полка) и 195 артиллерийских орудий: 64 осадных пушки, 79 полковых, 4 гаубицы и 48 мортир. Приводятся и другие цифры: 28,5 тыс. человек пехоты и драгунов, 6,5 тыс. кавалеристов поместной конницы, 145 орудий.
Ещё два крупных отряда не успевали к началу боевых действий под Нарвой: около 10 000 солдат под командованием А. И. Репнина находились в Новгороде, а 11 000 казаков под командованием И. Обидовского располагались в Пскове, Гдове и Печорском монастыре[страница не указана 2788 дней].

### Осада Нарвы
Нарвскую крепость защищал шведский гарнизон под командованием полковника Р. Горна, который насчитывал 1300 пехотинцев, 200 кавалеристов, 400 орудий, а также 400 ополченцев. Город и крепость Нарва располагались на западном берегу реки Нарвы (тогда называвшейся Нарова), а на восточном берегу находился укреплённый Ивангород. Обе крепости соединял укреплённый мост, позволяющий передвижение между Нарвой и Ивангородом даже в условиях осады, что привело к необходимости осаждать обе крепости одновременно.
Для организации осады Август II порекомендовал Петру I генерал-лейтенанта Л. Н. Алларта, специалиста в инженерном деле, однако Пётр был «недоволен его медлительностью» и лично взял на себя руководство осадными работами. Осаждающие установили вокруг Нарвы и Ивангорода артиллерийские орудия, а также построили внешние укрепления на случай подхода дополнительных сил шведов с запада. Воспользовавшись тем, что река Нарова у Ивангорода и Нарвы делает изгиб, русские войска построили в двух верстах (ок. 2 км) к западу от Нарвы вокруг своего лагеря линию обороны, состоящую из двойного земляного вала. Обе оконечности вала — и северная, и южная — упирались в реку, и русская армия, занимавшая позиции у Нарвы, была защищена валами и с запада, и со стороны Нарвы. Общая протяжённость вала составляла 7 вёрст (7.5 км). (см. ниже «план битвы при Нарве»)
20 (31) октября русская армия начала регулярный обстрел крепости. Зарядов хватило только на две недели, а эффективность огня оказалась минимальной. Русский обстрел не нанёс крепости почти никаких повреждений. Основной причиной провала артиллерийского обстрела были проблемы планирования: большая часть артиллерии, доставленной к Нарве, была малокалиберной и не наносила вреда крепостным стенам. Кроме этого, и русский порох, и сами орудия на поверку оказались низкокачественными, что резко снижало эффективность обстрела.

### Поход основных шведских сил к Нарве

#### Высадка в Пярну
На момент нападения русских войск на Ингерманландию и Эстляндию шведские войска в регионе были немногочисленны. Помимо гарнизона, оборонявшего Нарву, единственный крупный шведский отряд (до 8000 солдат) под командованием О. Веллинга находился к юго-востоку от Пернова в Рюиеле; небольшие отряды находились в Ревеле и других городах, включая Везенберг.
Неудачные действия союзников Петра I привели к быстрой капитуляции Дании, а также к тому, что Август II снял осаду Риги. Такое развитие событий позволило Карлу XII направить в Эстляндию и Ингерманландию дополнительные силы (ок. 10 000 солдат), которые высадились в Ревеле и Пернове. Карл XII сам прибыл в Пернов вместе со своими войсками 5 (16) октября, то есть за месяц до основного сражения. Он принял решение дать вновь прибывшим силам продолжительный отдых, так как многие солдаты страдали морской болезнью, а сам 12 (23) октября приехал в Рюевель и отдал приказ Отто Веллингу с основными силами своего отряда выдвинуться на север к Везенбергу, где, по слухам, уже находились разведывательные отряды русских войск. 25 октября (5 ноября) Карл XII приехал в Ревель, где провёл встречу с местными жителями. Шведский монарх пообещал эстляндцам дополнительные привилегии в составе Шведской империи, и Ревель выделил для шведской армии 5000 ополченцев.

#### Столкновения у Пурца

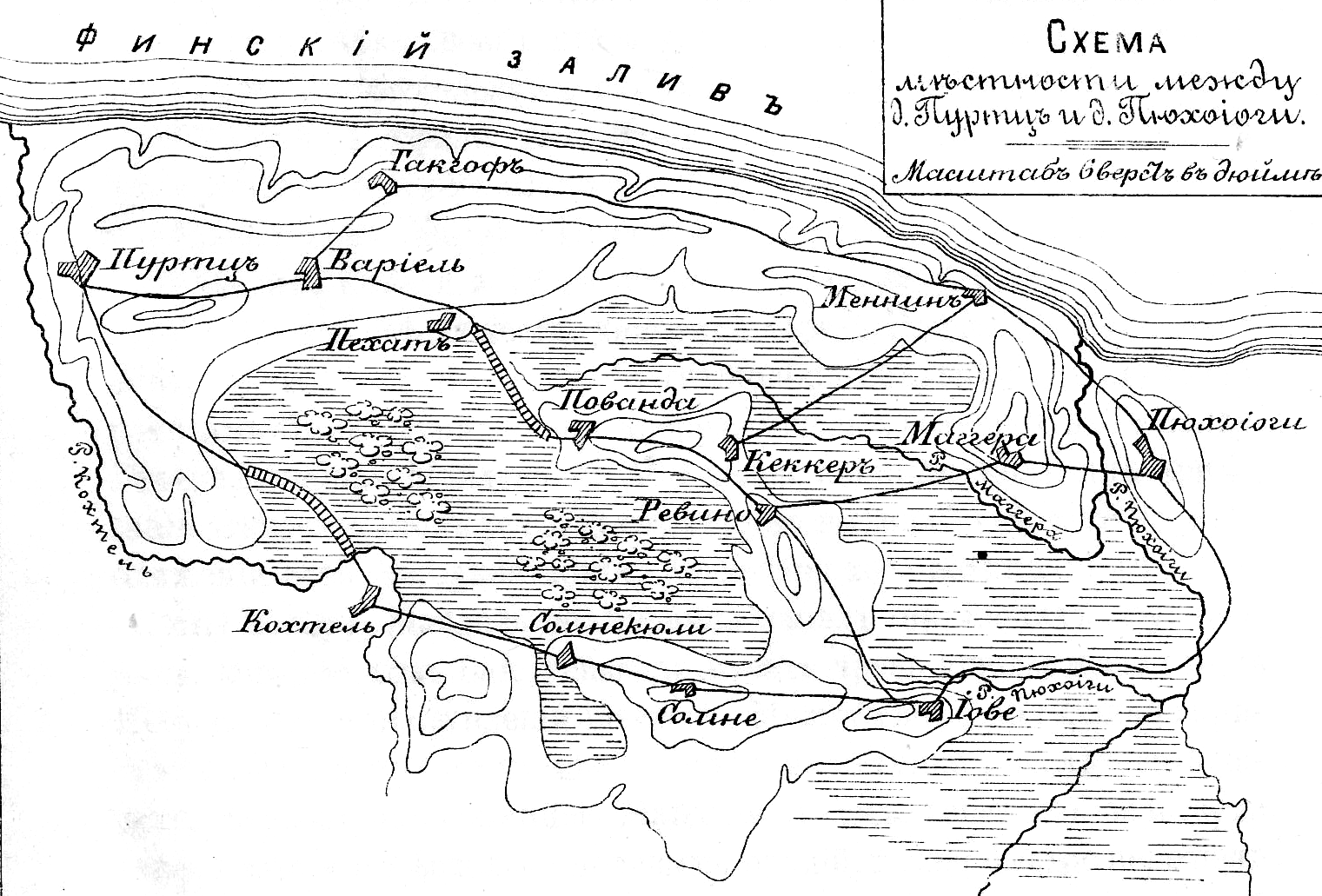
Окрестности Везенберга и путь отступления Бориса Шереметева.

Тем временем, получив известие о высадке войск Карла XII в Пернове, Пётр I 26 сентября (7 октября) выслал кавалерийский отряд Бориса Шереметева по ревельской дороге, идущей от Нарвы на запад. Расстояние от Нарвы до Ревеля (совр. Таллин) составляло около 200 вёрст, дорога проходила через болотистую местность вдоль побережья Финского залива, и на пути находились деревня Пюхайоги, крепость Пуртц и Везенберг. Небольшие отряды шведов отступили к Ревелю, и Шереметев, не встретив сопротивления, к 3 (14) октября преодолел 100 вёрст и занял позиции в Везенберге. Численность отряда Шереметева, по разным оценкам, составляла от 5000 до 6000 кавалеристов.
25 октября (5 ноября), когда Карл XII находился в Ревеле, к Везенбергу с юга приблизился отряд генерала Веллинга, который по приказу Карла XII вышел из Рюевеля 12 (23) октября. Узнав заранее о приближении шведов, Шереметев принял решение отступить на 36 вёрст назад к крепости Пурц и рассредоточить свой отряд по нескольким деревням в болотистой местности к востоку от Пурца для охраны всех дорог, ведущих к Нарве (см. карту окрестностей Пурца). Шереметев расположил небольшие отряды в несколько сот человек в эстонских деревнях Пурц, Гакгоф, Вариель (Вергле), Кохтель и Иове, а сам с крупными силами встал в деревне Пованда (на месте современного эстонского города Кохтла-Ярве).
25 октября (5 ноября) авангард отряда Веллинга атаковал русское прикрытие в Пурце. Воспользовавшись беспечностью русских кавалеристов, стоявших в Пурце, шведы одержали лёгкую победу. Вечером 26 октября (6 ноября) передовые отряды шведов атаковали русский отряд, стоящий в деревне Вариель. Русские кавалеристы расположились по деревенским домам, не выставив часовых, и не оказали сопротивления малочисленному шведскому отряду. Шведы внезапно зашли в деревню, подожгли её и получили возможность перебить застигнутых врасплох русских поодиночке. Несколько русских кавалеристов сумело убежать в Пованду и сообщить Шереметеву о произошедшем. Шереметев немедленно выслал на помощь крупный отряд, состоящий из 21 кавалерийского эскадрона, которому удалось окружить шведов у Вариеле. Шведы с боем и потерями вышли из окружения, однако два шведских офицера попали в русский плен. Эти два офицера, выполняя инструкцию Карла XII, дали ложные сведения о численности шведской армии, наступающей на Нарву, называя многократно завышенные цифры в 30 000 и 50 000 шведских солдат.

Несмотря на достигнутый успех, Шереметев принял решение не закрепляться в Пурце, а наоборот, отступить ещё 33 версты назад к деревне Пюхайоги. Шереметев с опаской относился к решительным и неожиданным атакам шведов, видел неповоротливость своей конницы в болотистой местности, осознал опасность, которую таила шведская тактика поджога селений, и главное, опасался того, что шведы могли обойти его отряд и отрезать его от основных русских сил у Нарвы. Оправдываясь перед Петром I в связи со своим очередным отступлением, Шереметев писал: 
Там не стоял для того: болота и топи несказанные и леса привеликие. И из лесу подкрадчи один человек и зажег бы деревню и учинил бы великие беды, а паче того был опасен, чтобы обошли нас около к Ругодиву (Нарве).
Пётр приказал Шереметеву удерживать позиции у Пюхайоги.

#### Подход к Нарве
Несмотря на то, что численность шведских войск в регионе была значительно ниже численности русских войск, Карл XII не стал сосредотачивать все свои силы для сражения под Нарвой, потому что видел возможную опасность на юге Эстляндии. В Новгороде находились около 10 000 русских солдат под командованием А. И. Репнина и 11 000 казаков под командованием И. Обидовского, а кроме этого, сохранялась возможность новых действий со стороны Августа II, который, сняв осаду Риги, мог присоединиться к русским у Пскова и оттуда развивать наступление на Дерпт.
Руководствуясь этими соображениями, Карл XII несколько тысяч регулярных солдат и ополченцев оставил в Ревеле, а на юг к Пскову отправил тысячный отряд под командованием генерала В. А. Шлиппенбаха, который 26 октября (6 ноября) нанёс псковским ополченцам тяжёлое поражение у Чудско-Псковского озера. В этом бою из 1500 русских ополченцев погибло более 800. Шлиппенбах также захватил десять русских кораблей и знамя Псковской губернии.
Узнав о результатах столкновений у Пуртца, 4 (15) ноября Карл XII принял решение выдвинуться с отрядом в 4000—5000 солдат к Везенбергу, где соединиться с отрядом генерала Веллинга. 13 ноября по шведскому календарю (12 (23) ноября), едва прибыв в Везенберг, шведский король вопреки советам некоторых своих генералов принял решение о совместном марше к Нарве. Карл XII, который всегда был склонен недооценивать роль артиллерии, принял неожиданное решение оставить свой обоз в Везенберге и выйти в поход налегке для более быстрого передвижения.
Тем временем Шереметев, занявший оборонительную позицию у деревни Пюхайоги, допустил серьёзную тактическую ошибку. Не ожидая такого скорого прибытия шведов и столкнувшись с серьёзными трудностями со снабжением своего отряда, Шереметев разослал большую часть своего отряда по окрестным деревням для поиска фуража. Шереметев оставил на ключевой оборонительной позиции у Пюхайоги только 600 кавалеристов, а остальные всадники, разбившись на небольшие отряды, разъехались для поиска кормов, причём большинство из этих отрядов находились к западу от деревни Пюхайоги на пути следования шведской армии. Проблему усугубило то обстоятельство, что Шереметев не имел каких-либо разведывательных данных и не знал ни точного местонахождения шведского отряда, ни его численности. С другой стороны, Карл XII регулярно посылал вперёд разведчиков и узнал о невыгодном положении русской конницы. Шведский король разделил свой отряд на две части, направив их на Пюхайоги по двум параллельным дорогам. В каждом случае шведы за счёт внезапности и организованности обращали в паническое бегство небольшие русские конные отряды и крупными силами подошли к главному оборонительному рубежу Шереметева в тот момент, когда он не в состоянии был оказать крупному шведскому отряду достойного сопротивления. Русская кавалерия подверглась артиллерийскому обстрелу с близкого расстояния. В результате 16 (27) ноября Шереметев был вынужден быстро и неорганизованно отступить к Нарве, чем «возбудил сильный гнев Царя».

## Основное сражение

### Измена Гуммерта
Вечером 10 (21) ноября в русском лагере стало известно об измене капитана бомбардирской роты Преображенского полка Якова Гуммерта (родом эстляндца), который бежал в Нарву. Он пользовался особым доверием царя Петра и смог передать неприятелю всю информацию о состоянии и расположении русской армии. Пётр приказал выслать из-под Нарвы всех офицеров шведской нации и определить их в другие полки.
Измена Гуммерта подорвала доверие русских к иноземным офицерам.

### Отъезд Петра
17 (28) ноября бежавший от Пюхайоги отряд Шереметева принёс Петру I новости о наступлении шведов. В связи с тем, что Шереметев не производил разведку, а также в связи с тем, что он ни разу не вступил с основным шведским отрядом в организованное сражение, достоверных данных о численности шведского войска у русских не было, зато были ложные показания шведских пленных о якобы 50 000 шведах, приближающихся к Нарве. Узнав о подходе шведов к Нарве, Пётр I 18 (29) ноября в сопровождении генерал-фельдмаршала Ф. А. Головина и своего фаворита А. Д. Меншикова уехал в Новгород, оставив командование саксонскому фельдмаршалу герцогу де Круа. Таким образом, русскими войсками в основном сражении, произошедшем на следующий день, руководил только что назначенный иностранец. По воспоминаниям барона Алларта, де Круа сопротивлялся этому назначению, но переубедить Петра не сумел. 
И тако над всеми войсками команду поручили Герцогу Фон Круа, яко Генерал-Фельдмаршалу, и хотя оный Герцог в приятии сей команды крепко опрошался, однако же Его Величество те его резоны апробовать не соизволил, и что уже и прежде сего намерение было оному Герцогу ту команду поручить, но для некоторых приключившихся обстоятельств удержалося.
После своей решительной победы в основном сражении шведы распространили версию о том, что Пётр I сбежал из трусости. В Швеции была также выпущена медаль с изображением плачущего Петра, бегущего от Нарвы. Эту же версию в популярной печати повторяют некоторые российские историки-публицисты, включая А. М. Буровского и И. Л. Солоневича. Тем не менее в современной научной литературе по истории такая версия отвергается. Историки указывают, что и в предыдущих сражениях, например при походах на Азов, и в последующих сражениях Северной войны Пётр I никогда не проявлял малодушия, поэтому причины отъезда Петра следует искать в другом.

Сам Пётр I объяснил свой отъезд необходимостью пополнить резервы, обозы и встретиться с королём Августом II: 
Против 18 числа государь пошел от армии в Новгород для того, чтобы идущие достальные полки побудить к скорейшему приходу под Нарву, а особливо чтоб иметь свидание с королём польским.
В исторической литературе высказываются такие предположения, почему Пётр I решился оставить армию. Во-первых, русское командование, вероятно, не ожидало от Карла XII настолько решительных действий и рассчитывало, что шведская армия после прибытия под Нарву перед битвой потратит время на отдых и на укрепление своих позиций. Поэтому Пётр мог считать, что у него есть достаточно времени перед основным сражением. Во-вторых, Пётр I, с одной стороны, мог поверить слухам о большой численности шведской армии и настаивать на том, чтобы Август II немедленно возобновил боевые действия, чтобы ослабить натиск Карла на Россию. С другой стороны, Пётр I, наоборот, мог серьёзно недооценивать противника, не сомневаться в исходе сражения под Нарвой в свою пользу и уже планировать следующие шаги по окружению шведских войск в районе Нарвы с помощью отрядов Репнина, Обидовского и войск Августа II.

### Расположение войск

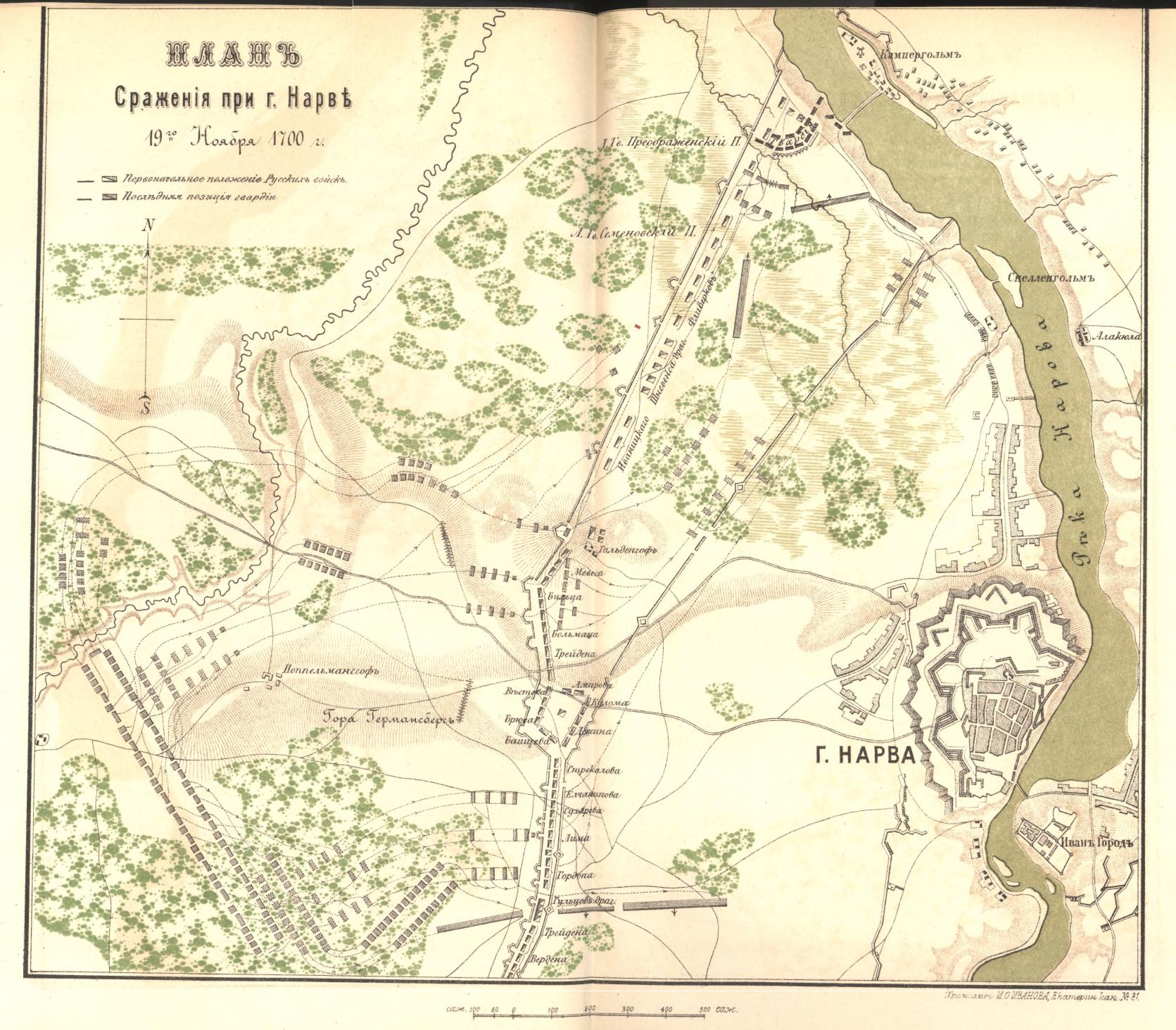
Карта битвы при Нарве. Хромлитография 1883 г.

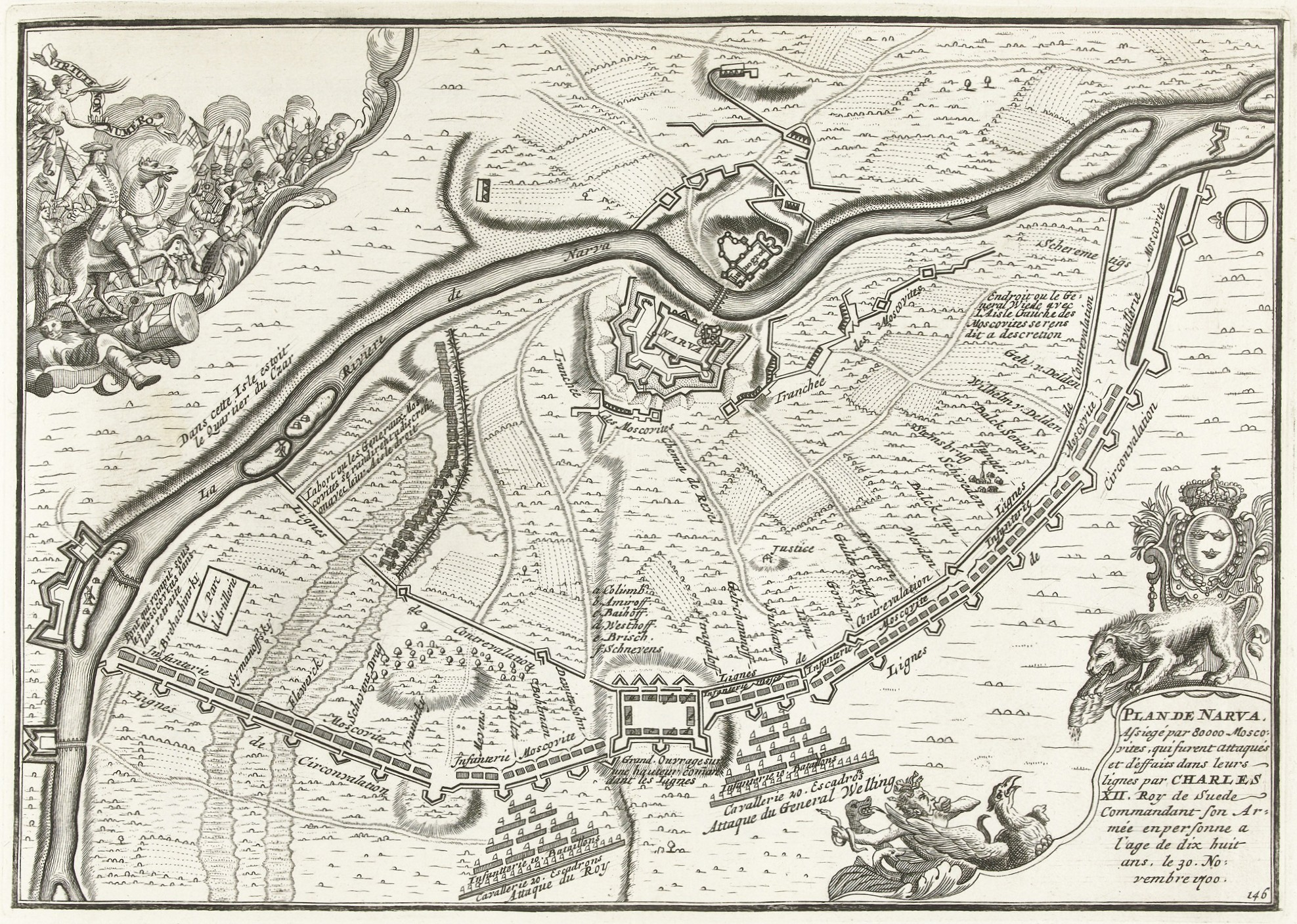
План битвы при Нарве. Гравюра 1702—1703 гг.

#### Расстановка русских войск
Русские войска заранее построили укрепления, защищающие свои позиции с обеих сторон. На левом берегу реки Наровы был возведён двойной земляной вал, края которого упирались в реку, за которым и расположилась армия. Расстояние между линиями вала составляло на правом фланге 600 сажен, в центре 120 сажен, а на левом фланге 41—50 сажен. Узость пространства между валами — всего 80 м на левом фланге, которое ещё было застроено бараками для солдат, лишало армию манёвренности.
Войска были разбиты на три группы: на правом фланге стояли войска Головина, численностью около 14 тысяч человек; в центре на горе Германсберг — дивизия князя Трубецкого в 6 тысяч человек; на левом фланге дивизия генерала Адама Вейде в 3 тысячи человек; левее отряда Вейде, упираясь в берег реки — конница Шереметева в 5 тысяч человек. 22 пушки и 17 мортир были расположены вдоль валов, а вся остальная артиллерия была расположена на позициях у Ивангорода. Штаб армии находился на крайнем правом фланге, на острове Кампергольм.
Узнав о приближении шведов, герцог де Круа приказал привести войска в боевую готовность и поставить их в одну линию между валами, растянув войска в тонкую линию на протяжении 7 верст и не оставив резерва.

#### Расстановка шведских войск
Шведская армия вышла к позициям русской армии в 10 часов утра 29 ноября 1700 года. Армия короля Карла XII в количестве от 8,4 (5300 пехоты, 3130 кавалерии) до 10,5 тысяч человек построилась в две линии. На правом фланге в 1-й линии располагались отряды генерала О. Веллинга, во 2-й линии — кавалерия Вахтмейстера. В центре, в 1-й линии стояли отряды генерал-майора К. Поссе, во 2-й — генерал-майора Г. Ю. Майделя. Артиллерия (37 орудий) барона Шёблада была выставлена перед центром. На левом фланге расположились отряды генерал-лейтенанта К. Г. Реншильда и генерал-майора А. Горна в первой линии; за ними, во второй линии — кавалерийский резерв генерал-майора Ю. Риббинга. В промежутке между линиями были поставлены на правом фланге гвардейские гренадеры, а на левом — далекарлийцы. Сам король Карл находился за центром своих войск.

### Атака шведов

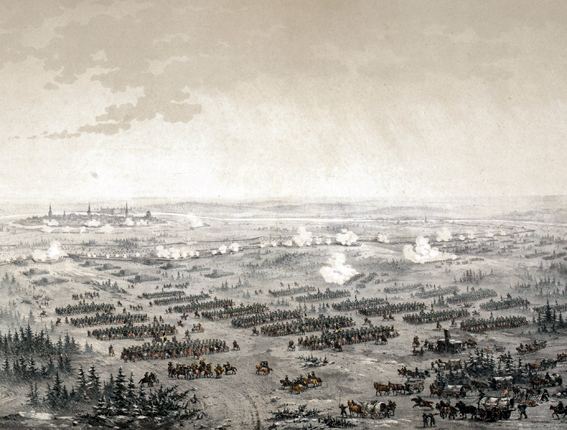
Отто Манкелл. Битва при Нарве.

Ночью 29 ноября 1700 года армия Карла XII, соблюдая полную тишину, выступила к русским позициям. В 10 часов утра русские увидели шведские войска, которые «при звуках труб и литавр, двумя пушечными выстрелами предложили сражение». Герцог де Круа срочно созвал военный совет. На совете Шереметев, указывая на растянутость позиций армии, предложил оставить часть войск для блокады города, а остальную армию вывести в поле и дать сражение. Это предложение было отвергнуто герцогом, который заявил, что армия не сможет противостоять шведам в поле. На совете было принято решение оставаться на месте, что отдавало инициативу в руки шведского короля.
В отличие от русского командования, которое считало, что ему противостоит 30-тысячная шведская армия, король Карл прекрасно знал численность и расположение войск противника. Зная, что наиболее сильно укреплён центр русской армии, король решил сосредоточить атаки на флангах, прижать русских к крепости и сбросить их в реку. Король лично командовал армией. В центре на холме Германсберг расположилась шведская артиллерия под командой генерал-фельдцейхмейстера барона Юхана Шёблада. Левым флангом командовал К. Г. Реншильд (три колонны по 10 батальонов), правым — О. Веллинг (11 батальонов пехоты и 24 эскадрона кавалерии). Впереди колонн шли по 500 гренадеров с фашинами.
Бой начался в 2 часа дня. Благодаря начавшемуся сильному снегопаду (видимость не более 20 шагов) и ветру в лицо противника шведам удалось провести неожиданную атаку, подойдя вплотную к позициям русских и нанеся удар по их флангам. Русские войска стояли в одну линию протяжённостью более 7 километров. Поэтому, несмотря на многократное преимущество в численности, линия обороны русской армии была очень слабой. Шведские гренадеры забросали рвы фашинами и взошли на вал. В бушевавшей метели началась рукопашная схватка. Через полчаса прорыв был уже в трёх местах. Благодаря быстроте, натиску и слаженности шведы ворвались в русский лагерь. В русских полках началась паника. Панику усилили крики «Немцы — изменники!», в результате чего солдаты бросились избивать офицеров-иностранцев. Пехота попыталась отступить по понтонному мосту у острова Кампергольм, но мост не выдержал большого скопления людей и разрушился, люди начали тонуть. Конница Шереметева отступила почти 50 км по левому берегу Нарвы до Сыренска, где переправилась на другой берег по мосту и отправилась в Псков.
Главнокомандующий герцог де Круа, генерал Л. Н. Алларт, саксонский посланник Ланген, полковник Преображенского полка Блумберг, спасаясь от избиения собственными солдатами, сдались шведам. В то же время на правом фланге Преображенский, Семёновский и Лефортовский полки с примкнувшими к ним солдатами из дивизии А. М. Головина, огородившись возами и рогатками, оказали ожесточённое сопротивление шведским войскам. На левом фланге дивизия Вейде также отбивала все атаки шведов, шведская колонна генерала К. Г. Реншильда была расстроена огнём русских гвардейцев. Король Карл лично прибыл на поле боя, но даже его присутствие, укрепившее боевой дух солдат, не смогло помочь шведам. В битве погиб шведский генерал-майор Юхан Риббинг, ранены генералы К. Г. Реншильд и Г. Ю. Майдель, под королём Карлом XII была убита лошадь. Бой прекратился с наступлением темноты.
Ночь привела к усугублению беспорядка как в русских, так и в шведских войсках. Часть шведской пехоты, ворвавшись в русский лагерь, разграбила обоз и перепилась. Два шведских батальона в темноте приняли друг друга за русских и завязали между собой бой. Значительная часть русских войск сохранила порядок, но были лишены единого руководства. Связь между правым и левым флангами отсутствовала.

### Капитуляция русской армии

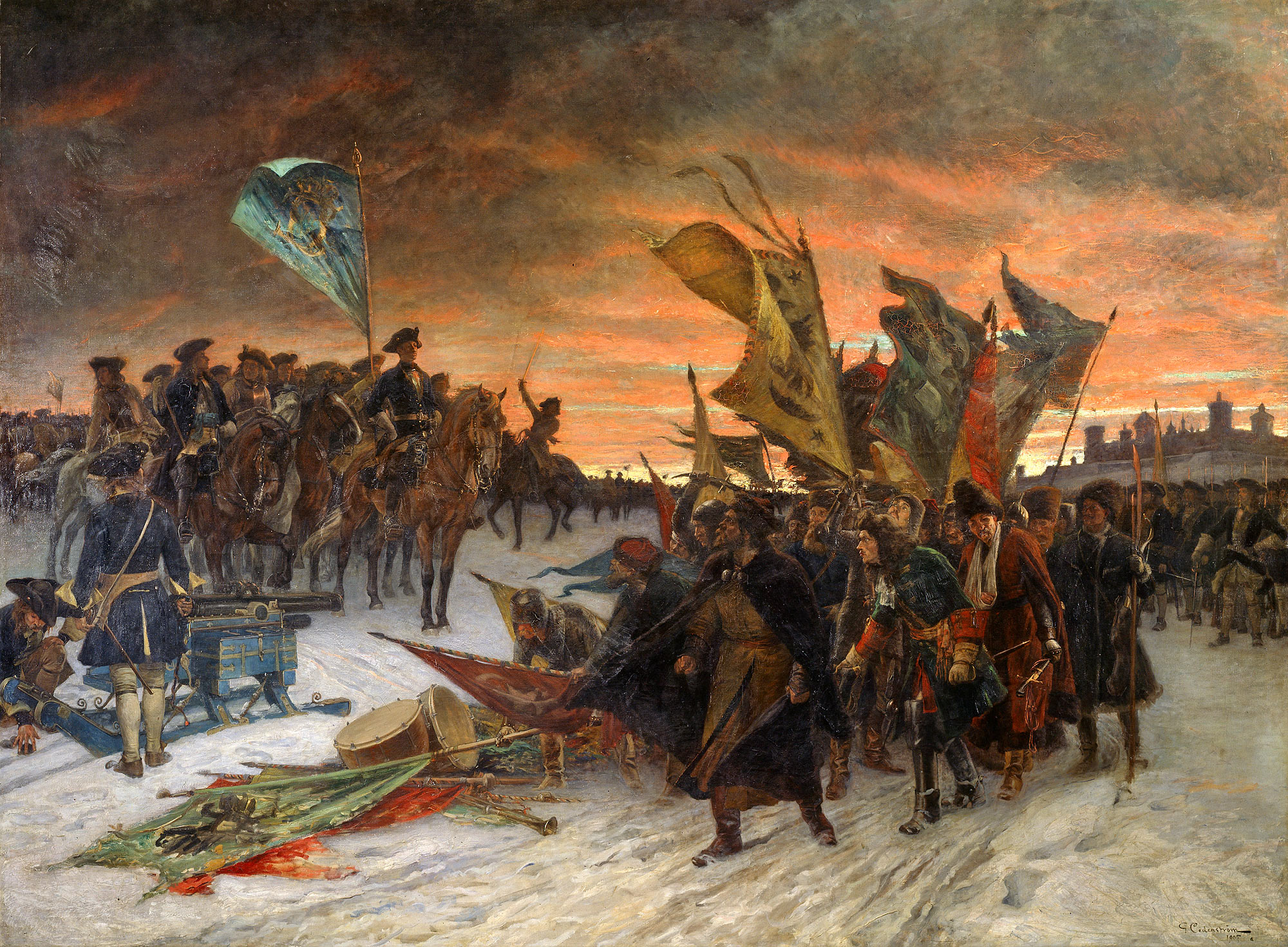
Победа шведов в битве при Нарве.
Густав Седерстрём. 1910 год.

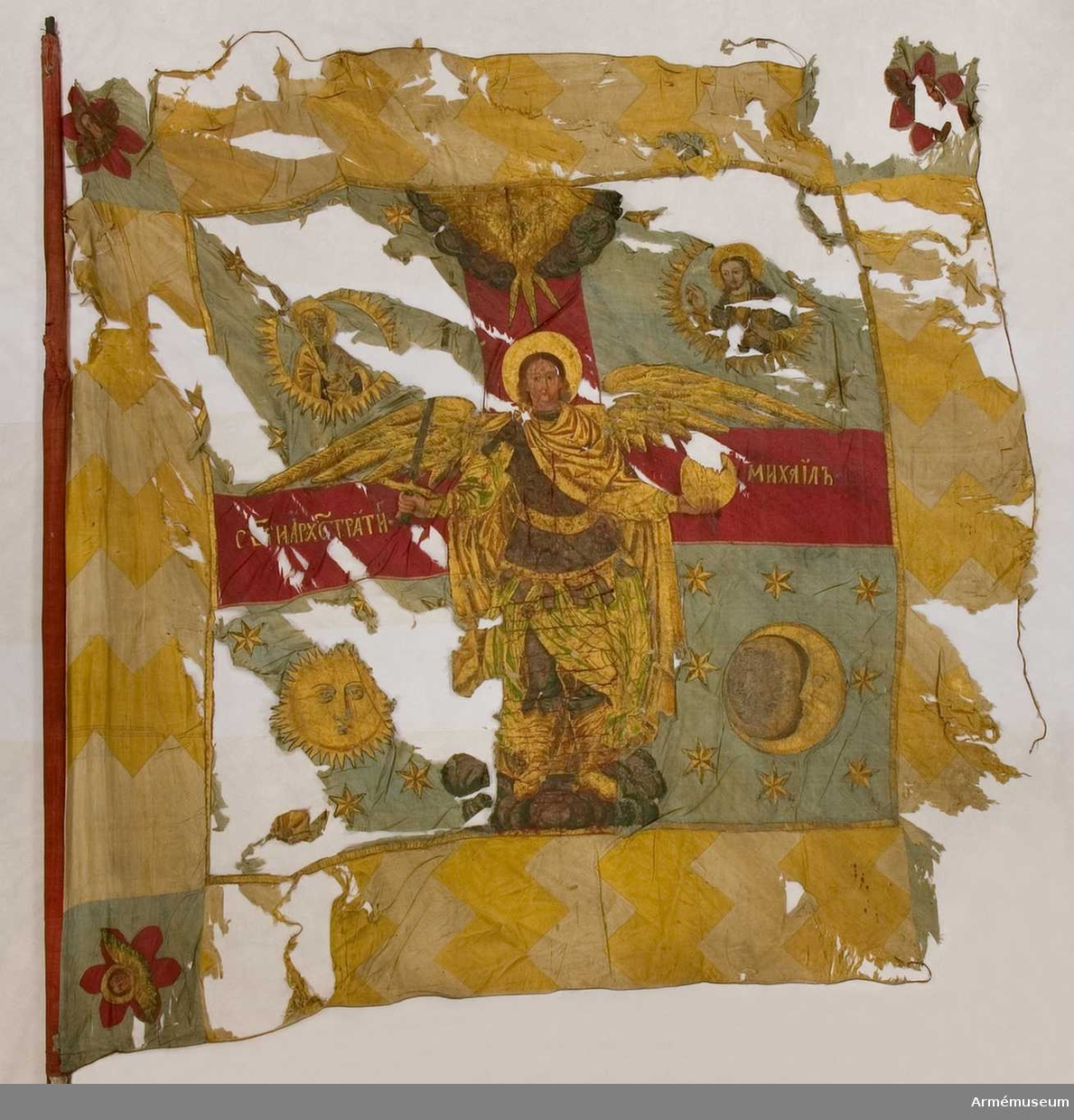
Русское знамя, захваченное шведами в битве при Нарве. Хранилось в стокгольмском Музее армии.

Утром следующего дня князь Яков Долгоруков, Автоном Головин, Иван Бутурлин и генерал-фельдцейхмейстер царевич Александр Имеретинский решили начать переговоры о капитуляции. Так же поступил и генерал Вейде. Князь Долгоруков договорился о свободном проходе войск на правый берег с оружием и знамёнами, но без артиллерии и обоза. Ночью с 1 на 2 декабря шведские сапёры совместно с русскими навели переправу через Нарову. Дивизия Вейде после второго приказа князя Долгорукова капитулировала только утром 2 декабря на условиях свободного прохода без оружия и знамён. Утром 2 декабря русские войска покинули шведский берег Наровы.
В качестве трофеев шведы получили 20 000 мушкетов и царскую казну в 32 000 рублей, а также 210 знамён. Шведы потеряли убитыми 677 (по др. данным 667) человек, 1247 были ранены. Историк Артамонов пишет, что шведская армия лишилась убитыми 646 человек и ранеными 1265. Приводятся и другие цифры потерь в 3000 человек. Потери русской армии составили около 6-7 тысяч человек убитыми, ранеными, утонувшими и 700 человек пленными. БРЭ оценивает потери русских войск примерно в 8 тысяч человек убитыми.
В нарушение условий капитуляции в плену у шведов оказались 700 человек, в том числе 10 генералов, 10 полковников, 6 подполковников, 7 майоров, 14 капитанов, 7 поручиков, 4 прапорщика, 4 сержанта, 9 фейерверкеров и бомбардир.
Шведская армия простояла под Нарвой до 12 декабря, отойдя потом к Дерпту на зимние квартиры.

## Итоги
Русская армия потерпела тяжёлое поражение: было потеряно значительное количество артиллерии, понесены тяжёлые людские потери, сильно пострадал командный состав. К примеру, 12 декабря в Новгороде собралось всего около 23 тыс. солдат, отступивших от Нарвы. Были направлены команды для сбора брошенных при отступлении артиллерии, боеприпасов и «прочих полковых припасов», привезена в Новгород спасенная войсковая казна.
В Европе русскую армию на несколько лет перестали воспринимать как серьёзную силу, а Карл XII получил славу великого полководца. С другой стороны, эта тактическая победа посеяла семя будущего поражения Швеции — Карл XII поверил, что разбил русских надолго, и сильно недооценивал их вплоть до Полтавы. Пётр I, напротив, после поражения под Нарвой осознал необходимость военных реформ и сделал упор на подготовку национальных командных кадров.

По итогам сражения Пётр I, делая выводы, писал: 
Итак, над нашим войском шведы викторию получили, что есть бесспорно. Но надлежит разуметь, над каким войском оную получили. Ибо один только старый Лефортовский полк был, да два полка гвардии были только у Азова, а полевых боёв, паче же с регулярными войсками, никогда не видели: прочие же полки, кроме некоторых полковников, как офицеры, так и рядовые сами были рекруты. К тому ж за поздним временем и за великими грязями провианта доставить не могли, и единым словом сказать, казалось все то дело яко младенческое играние было, а искусства — ниже вида. То какое удивление такому старому, обученному и практикованному войску над такими неискусными сыскать викторию?
Поражение под Нарвой сильно ухудшило как военное, так и внешнеполитическое положение России. Неоднократные попытки Петра при посредничестве австрийских и французских дипломатов заключить мир с Карлом остались без ответа. Это привело к установлению более тесных русско-саксонских отношений. Армия короля Августа, хоть и отступила за Западную Двину, но всё ещё представляла собой значительную силу. 27 февраля 1701 года в Биржах состоялась встреча русского и саксонского монархов. Переговоры закончились заключением Биржайского договора, определявшего условия совместных действий сторон против Швеции. 11 марта 1701 года на военном совете русские и саксонцы составили детальный план военных действий.
Русские войска под руководством Петра I взяли Нарву только в 1704 году.

## Память о битве

### Медали
Шведским королем с целью ознакомить Европу с победами шведского оружия было заказано не менее 14 памятных медалей, которые были выпущены большими тиражами. На представленных изображениях одной из медалей на лицевой стороне высечена надпись TANDEM BONA CAVSA TRIVMPHAT — Наконец правое дело торжествует.

### На гвардейских горжетах
На горжетах обер-офицеров Преображенского и Семеновского полков в качестве коллективной награды была нанесена почетная надпись 19 NO 1700 в знак проявленного мужества обер-офицеров этих полков в битве под Нарвой, когда в отсутствие штаб-офицеров (убитых или сдавшихся) младший командный состав взял на себя руководство и обеспечил стойкость частей в бою.

### Памятник русским воинам на бастионе Victoria

Памятник русским воинам

В 1900 году к 200-летию первого сражения под Нарвой по инициативе Лейб-гвардии Преображенского, Семеновского полков и 1-й батареи Лейб-гвардии 1-й Артиллерийской бригады (ведущей своё происхождение от бомбардирской роты Преображенского полка) около деревни Вепскюль был установлен памятник павшим русским воинам. Памятник представляет собой гранитную скалу с крестом, установленную на усечённой земляной пирамиде. Надпись на памятнике гласит: «Героям-предкам, павшим в бою 19 NO. 1700. Л.-гв. Преображенский, л.-гв. Семеновский полки, 1-я батарея л.-гв. 1-й Артиллерийской бригады. 19 ноября 1900».

### Шведский лев

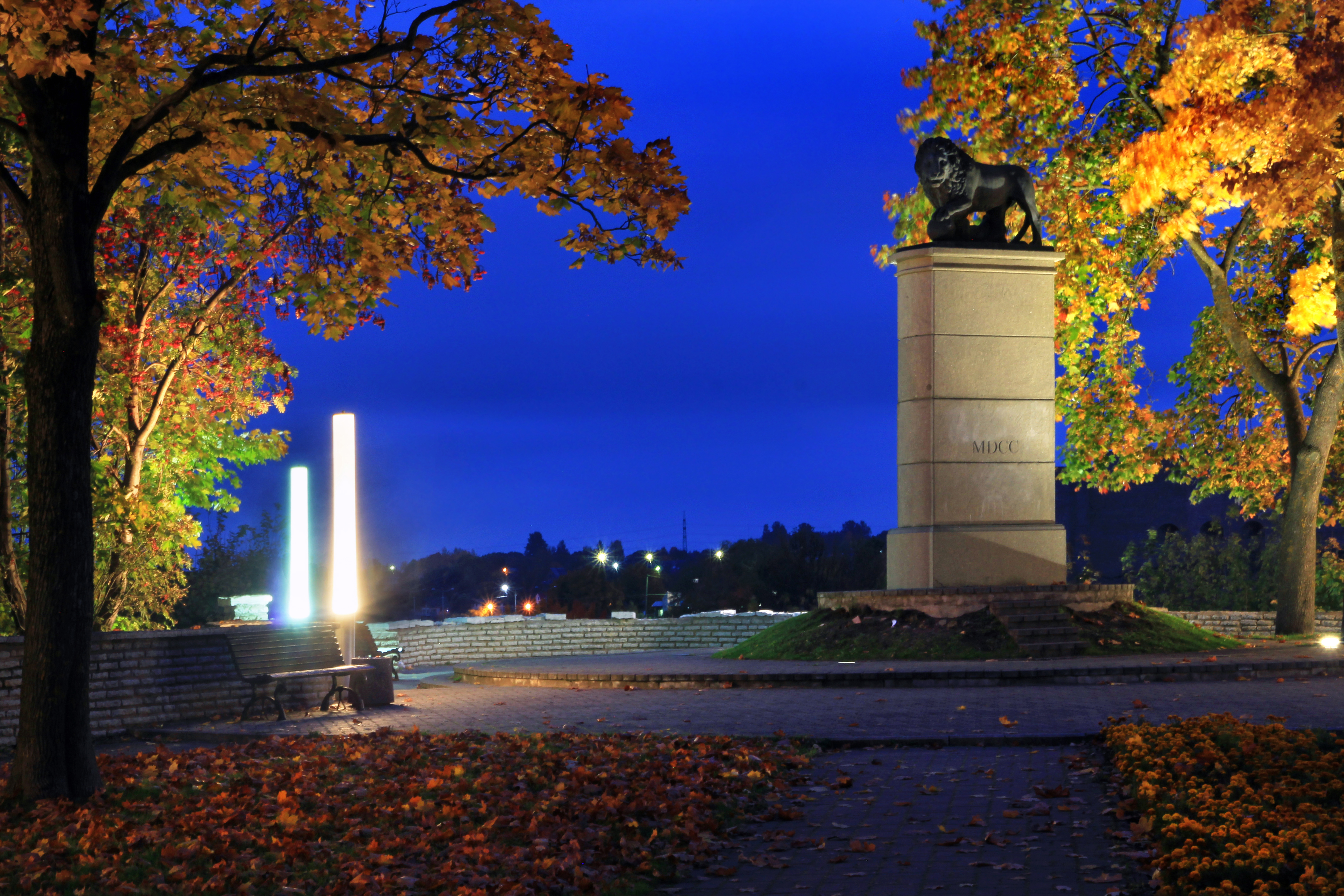
«Шведский лев» установлен в Нарве в память шведских солдат, погибших в Северной войне.

Первый шведский памятник битве открыт в Нарве в 1936 году и был разрушен в 1944 году во время Нарвской операции Второй мировой войны. Новый открыт в октябре 2000 года министром иностранных дел Швеции Леной Ельм-Валлен. Средства собирал Шведский институт. На граните выбито: «MDCC» (1700) и «Svecia Memor» (Швеция помнит).

### В музыке
- Композиция "Нарва" группы "Ванёк The Басист"
- Композиция «Гвардия Петра» группы «Radio Tapok», вошедшая в альбом «Эпоха Империй»[источник не указан 442 дня].